# Ärztehaus Treptow

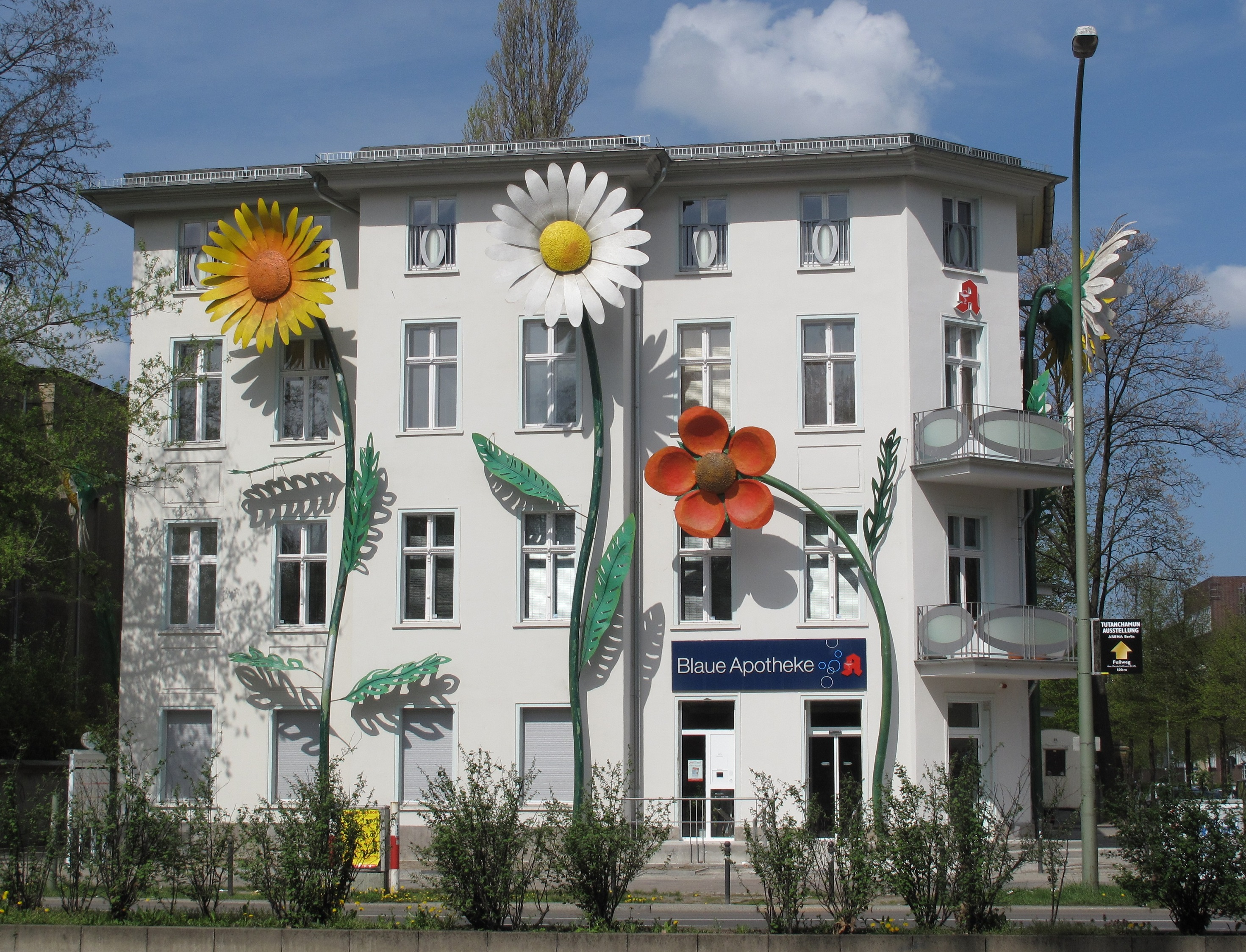
Das Ärztehaus mit der Kunst am Bau 2013

Das Ärztehaus Treptow ist ein denkmalgeschütztes, für Arztordinationen umgewidmetes Mehrfamilienhaus aus den 1880er/90er-Jahren in Berlin-Alt-Treptow. Im Jahr 2012 installierte der Pop-Art-Künstler Sergej Alexander Dott an dem sanierten Ärztehaus das Objekt Riesenblumen.

## Lage und Umgebung
Das Haus befindet sich an der Elsenstraße 1/Ecke Martin-Hoffmann-Straße südlich der
Elsenbrücke, die den stark frequentierten Straßenzug Elsenstraße/An den Treptowers (Bundesstraße 96a) über die Spree führt. Nördlich erstreckt sich der markante Gebäudekomplex der Treptowers. Östlich gegenüber liegt der S-Bahnhof Treptower Park, dem sich der Treptower Park anschließt. Nach Westen folgt zwischen der Puschkinallee und der Martin-Hoffmann-Straße ein Wohnviertel mit weiteren denkmalgeschützten Villen aus der Gründerzeit.

## Gebäude und Nutzung

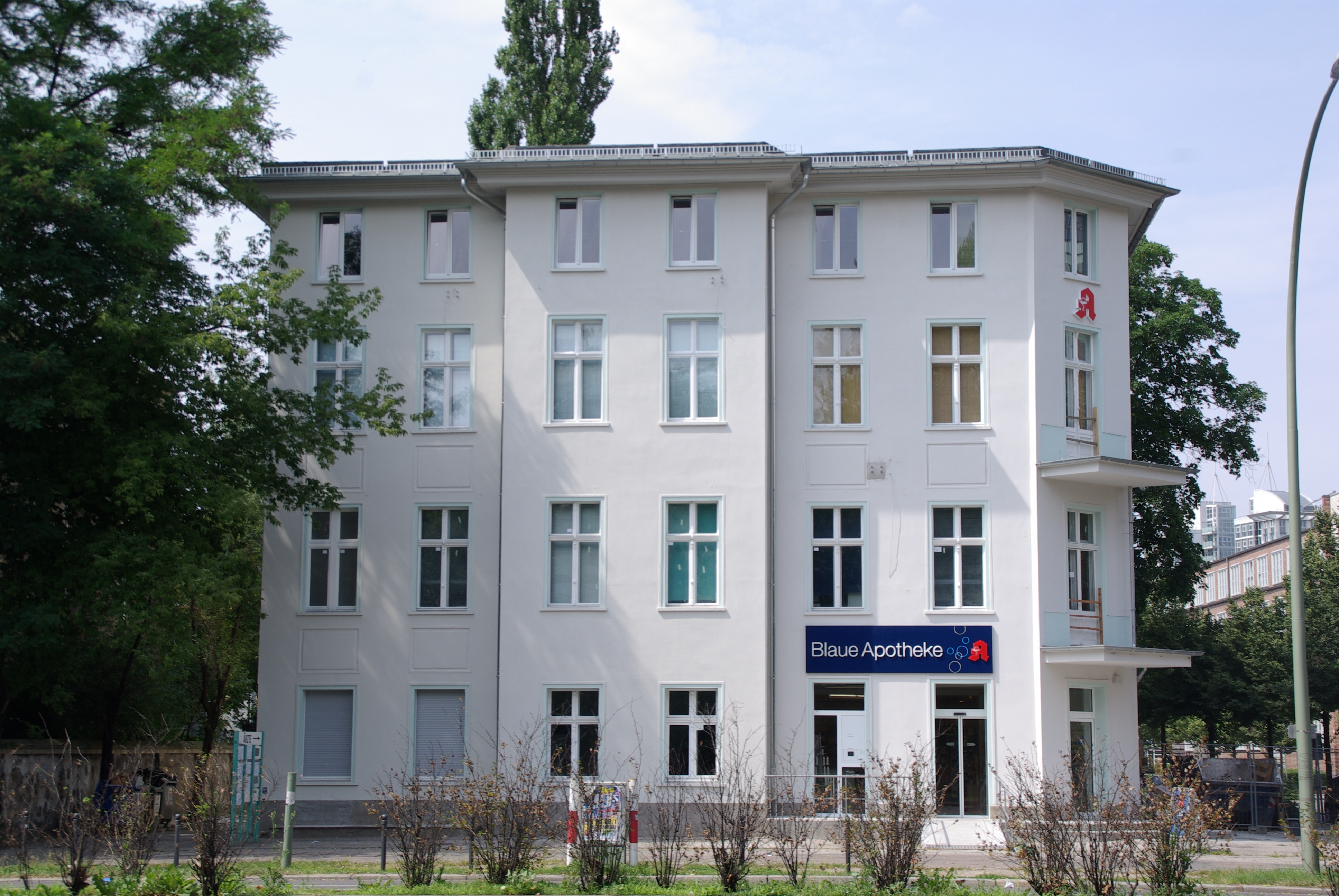
Das sanierte Gebäude im Jahr 2012

Das Villenviertel wurde ab 1880 nach einem Entwurf des Architekten und Städtischen Gartendirectors zu Berlin Johann Heinrich Gustav Meyer errichtet, nach dessen Plänen zwischen 1876 und 1888 auch der Treptower Park angelegt wurde. Das vierstöckige Eckhaus an der Elsenstraße 1/Martin-Hoffmann-Straße 14 wurde nach Angabe der Berliner Denkmaldatenbank um 1890 (andere Angaben: 1880) als Mietshaus gebaut. In der DDR-Zeit beherbergte das Gebäude die Betriebspoliklinik der benachbarten VEB Elektro-Apparate-Werke Berlin-Treptow „Friedrich Ebert“, auf deren Gelände heute die Treptowers stehen. 2011 und 2012 wurde die als Baudenkmal unter Schutz stehende Villa saniert. Dabei wurden unter anderem zur Gewährleistung der Standsicherheit des Bauwerks und der Kunstobjekte im statischen Gesamtsystem der Tragglieder neue Stahlträger eingezogen. Unter dem Namen ÄrzteZentrum Treptow sind in dem Haus nunmehr acht Arztpraxen und eine Apotheke untergebracht.

## Kunstinstallation Riesenblumen
Im Auftrag des Bauherren Sparkling AG schmückte der Berliner Maler, Grafiker und Bildhauer Sergej Alexander Dott 2012 die Gebäudefassaden mit Kunstblumen. Das Kunstwerk wurde kurz vor Weihnachten 2012 eingeweiht. Der Künstler hatte sich durch die Gestaltung von Pop-Art-Wohnvierteln in Zittau und Berlin einen Namen gemacht, darunter 1999 durch die Kuuuhnst-Fassade in der Kollwitzstraße 18 am Prenzlauer Berg, bei der er senkrecht an einer Brandmauer am Kollwitzplatz riesige Kuh-Skulpturen installiert hatte.

### Skulpturen: bewährte Arzneipflanzen

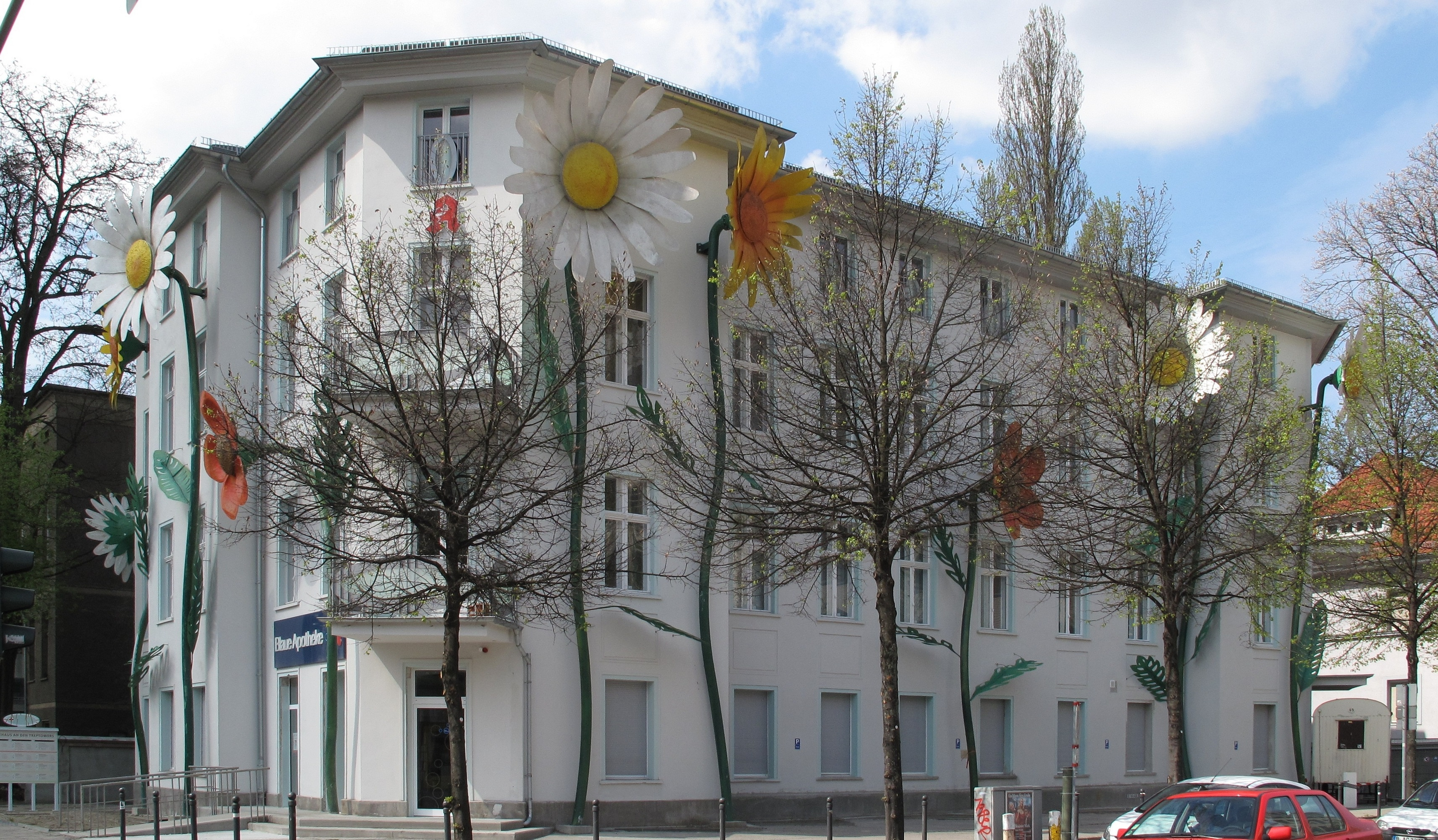
Das Ärztehaus 2013

Als Kunst am Bau stellen zehn Heilkräuter-Skulpturen den Bezug zum Gebäude her. Die bis zu zwölf Meter hohen, stilisierten Blumen wiegen bis zu 600 Kilogramm. Die Stiele sind aus Stahlrohr, die Blüten aus glasfaserverstärktem Polyesterharz gefertigt. Sie sind an drei Seiten um das Gebäude gruppiert und an der Fassade verankert. Um die Blütenstände sind Leuchtkörper angebracht, sodass die Pflanzen das Gebäude bei Dunkelheit illuminieren und weithin strahlen. Die Produktion führte die Kreuzberger Firma für künstlerischen Stahl- und Metallbau Klaus Lipke durch. Die Gesamtkosten lagen bei rund 200.000 Euro, die vom Bauherrn getragen und nicht auf die Mieten umgelegt werden. Mit gelben, weißen und orangefarbenen Blüten wechseln sich Kamille, Beifuß und Ringelblume ab – die unter anderem bei Magen- und Darmbeschwerden eingesetzte Kamille wurde 1987 zur ersten Arzneipflanze des Jahres gekürt und war zudem Heilpflanze des Jahres 2002. Die vor allem in der Naturheilkunde und Volksmedizin verwendete entzündungshemmende Ringelblume wurde 2009 zur Heilpflanze des Jahres gewählt.

### Vernissage und Aktion Riesenblumen
Am 26. August 2011 wurden Teile der Riesenblumen in der Vernissage Dott & Francis in den Hallen der Arena Treptow vorgestellt. Die Präsentation wurde von den Berlinern Symphonikern und dem Dirigenten Alun Francis musikalisch begleitet. Francis hatte eigens für das Projekt das Stück Anarchie der Blumen für Klavier und Blasinstrument komponiert.
Für eine Mindestspende von eintausend Euro werden die zehn Blumen symbolisch versteigert, jede Blume wird einmal vergeben. Der Spender bleibt dauerhaft mit der gewählten Blume verbunden und wird unter anderem auf einem Metallsiegel mit Text nach eigenem Wunsch geehrt, das neben der Blumenskulptur angebracht wird. Die Aktion Riesenblumen wird von der Sparkling AG durchgeführt und steht unter der Schirmherrschaft des Treptow-Köpenicker Bezirksbürgermeisters Oliver Igel (Stand 2013). Die Spenden kommen im vollen Umfang gemeinnützigen Kulturprojekten zugute. Mit dem Spendenerlös der beiden ersten versteigerten Blumen wurden gefördert: das Figurentheater Grashüpfer im Treptower Park, der Industriesalon in Oberschöneweide, die Werkstatt Künstlerische Lithographie in Plänterwald und die Kleinkunstbühne Corbo in Alt-Treptow.

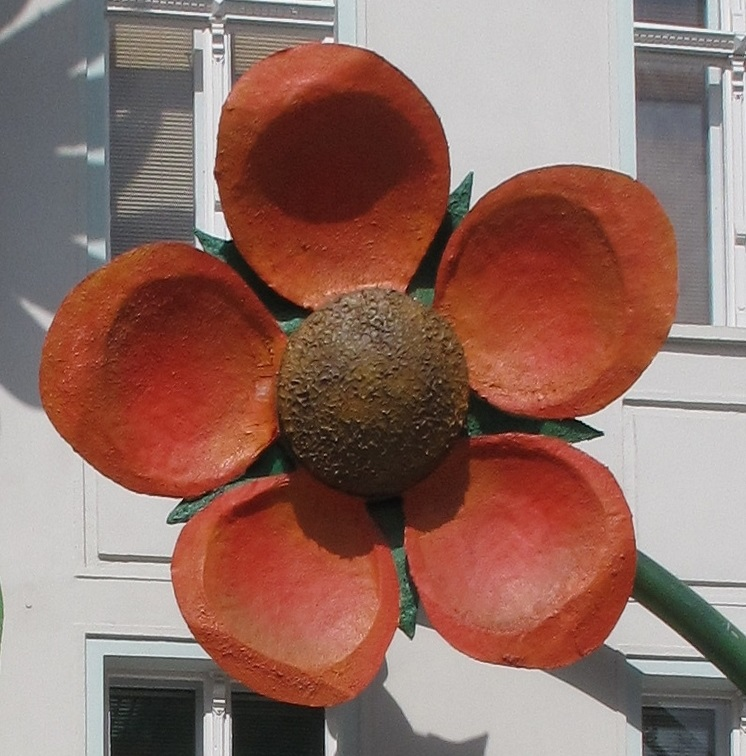
Stilisierte Beifuß-Blüte

### Öffentliche Reaktionen und Intention des Künstlers
Die Reaktionen der lokalen Medien wie Berliner Zeitung, Berliner Morgenpost oder B.Z., fielen durchweg zustimmend aus. Seine Intention beschreibt Sergej Alexander Dott:

„Mir war es wichtig, in einer Metropole wie Berlin einen poetischen Ort zu gestalten, der die Genialität der Natur widerspiegelt: die Logik einzelner aufeinander abgestimmter Reaktionsketten. Angefangen bei der Wirkung des Sonnenlichts, die den Prozess der Fotosynthese in Gang setzt, das lässt Kamille und Beifuß sprießen, diese wiederum tragen heilenden Wirkstoff in sich. Und am Ende der Kette steht der Konsument, der Patient, dem die Heilpflanze in Form eines Medikaments im Ärztehaus zugutekommt.“